# Lukka-Länder

Lage von Lukka und benachbarter Staaten

Die Lukka-Länder, auch Luqqa, werden häufig in hethitischen Schriften erwähnt. Es wird darin sehr wahrscheinlich eine Region im westlichen Süd-Kleinasien bezeichnet, die nie vollständig unter hethitische Kontrolle gebracht werden konnte und deren Bewohner von den Hethitern meist als feindlich angesehen wurden.

## Lokalisierung
Durch die Übersetzung und Interpretation der 1986 in Ḫattuša gefundenen Bronzetafel aus Boğazköy, auf der der Staatsvertrag zwischen Tudḫaliya IV. und Kurunta festgehalten ist, haben sich die Vermutungen vieler Forscher erhärtet, dass die Lukka-Länder im westlichen Südkleinasien lagen. Sie dürften ungefähr die antike Landschaft Lykien – deren Name möglicherweise auf Lukka zurückzuführen ist – und Teile Pisidiens umfasst haben. Einige Fachleute vertreten noch andere Lokalisierungen der Lukka-Länder, vor allem im Nordwesten Kleinasiens.
Durch den Fund der hieroglyphenluwischen Inschrift von Yalburt, in welcher die Länder Lukka, Awarna, Talawa, Wiyanawanda und Pina-x, sowie der Berg Patar, als Teil einer militärischen Kampagne erwähnt werden, scheint eine Lokalisierung im Südwesten gesichert. Sprachlich lassen sich die erwähnten Länder sehr gut mit Orten des späteren Lykien und Karien vergleichen:
- Winuwanda (heth.) – Oinoanda (gr.)
- Awarna (heth.) – ´WRN (aram.) – Arñna (lyk.) – Xanthos (gr.) bei Patara gelegen
- Talawa (heth.) – Tlawa (lyk.) – Tlos (gr.)
- Pina(-x) (heth.) – Pinale (lyk.) – Pinara (gr.)

Der Berg Patar lässt sich mit der lykischen Stadt Pttara (Patara) gleichsetzen.
Es ist anzunehmen, dass in der Region lykisch oder eine andere luwische Sprache gesprochen wurde. Es dürfte sich um Luwier gehandelt haben.
Weitere Dokumente setzen Lukka in die nähere oder weitere Nachbarschaft von:
- Karkiša (Karien)
- Maša – evtl. Magnesia am Sipylos, heute Provinz Manisa – oder Mysien im Nordwesten
- Tamina
- Ikuniya – evtl. Konya, gr. Ikonion, lat. Iconium
- Wiluša

Nach diesen Quellen kann auch Winuwanda als eigenständiger Stadtstaat bzw. eigenständiges Herrschaftsgebiet verstanden werden. Diese Bezeichnung der Hethiter soll sich nach einer Ansicht auf große Teile der Türkei oder auf Anatolien bezogen haben, wobei sich hier schlicht die Bedeutung Weinland hinter dem Begriff verbirgt. Für den Zeitraum zwischen 1700 und 1200 v. Chr. gibt es insbesondere aus Konya-Karahöyük vielfältige archäologischen Funde, die den Rebenanbau und damit die Weinproduktion stützen.

## Geschichte
Söldner aus den Lukka-Ländern haben auf hethitischer Seite in der Schlacht bei Kadesch gegen Ramses II. gekämpft. Kurz vor dem Zusammenbruch des hethitischen Großreiches (ca. 1190/1180 v. Chr.) musste dessen Herrscher Šuppiluliuma II. schwere und verlustreiche Kämpfe gegen die Bewohner der Lukka-Länder führen. Möglicherweise waren demnach die Lukka-Länder zumindest indirekt am Zusammenbruch des Großreiches beteiligt.
Die Luka (lk) werden in ägyptischen Texten u. a. aus der Zeit des Merenptah erwähnt. Damit dürften sehr wahrscheinlich Bewohner der Lukka-Länder gemeint sein. Sie nahmen als Söldner, wie auch  einige (andere) „Seevölker“, ca. 1209/08 v. Chr. auf libyscher Seite am Libyerkrieg teil.